# 455 Bruchsalia
455 Bruchsalia este un asteroid din centura principală, descoperit pe 22 mai 1900, de Max Wolf și Arnold Schwassmann.